# Tadżykistan na Mistrzostwach Świata w Lekkoatletyce 2015
Tadżykistan na Mistrzostwach Świata w Lekkoatletyce 2015 – reprezentacja Tadżykistanu podczas Mistrzostw Świata w Pekinie liczyła 2 zawodników, którzy zdobyli jeden srebrny medal.

## Występy reprezentantów Tadżykistanu

### Mężczyźni
| Konkurencja | Zawodnik        | Eliminacje | Eliminacje | Finał    | Finał   |
| Konkurencja | Zawodnik        | Rezultat   | Pozycja    | Rezultat | Pozycja |
| ----------- | --------------- | ---------- | ---------- | -------- | ------- |
| Rzut młotem | Dilszod Nazarow | 75,56      | 7. q       | 78,55    | srebro  |

### Kobiety
| Konkurencja   | Zawodniczka        | Runda 1  | Runda 1 | Półfinał | Półfinał | Finał    | Finał   |
| Konkurencja   | Zawodniczka        | Rezultat | Pozycja | Rezultat | Pozycja  | Rezultat | Pozycja |
| ------------- | ------------------ | -------- | ------- | -------- | -------- | -------- | ------- |
| Bieg na 200 m | Kristina Pronżenko | 25,77    | 49.     | NQ       | NQ       | NQ       | NQ      |